# Дайч, Леа
Леа Драгица Дайч (сербохорв. Lea Dragica Deutsch (Dajč) / Леа Драгица Дајч; 18 января 1927, Загреб — май 1943, Освенцим) — югославская хорватская актриса-ребёнок еврейского происхождения, самая юная актриса в истории Хорватского национального театра Загреба. В историю вошла под прозвищами «чудо-ребёнок», «хорватская Ширли Темпл» (благодаря блестящей карьере театральной актрисы) и «хорватская Анна Франк» (в память о трагической судьбе).

## Биография

### Театральная карьера
Родилась в Загребе в семье хорватских евреев — Степана Дайча, адвоката, и Ивки Зингер, домохозяйки и любительницы шахмат. В семье также был брат Саша. Дайчи проживали в трёхэтажном доме № 39 по улице Гундулича. С пяти лет Леа выступала в театральной труппе «Детское царство» Хорватского национального театра Загреба, играя небольшие роли. Первая роль — Приска в пьесе «Греничары» Йосипа Фрейденрейха.
Леа участвовала во многих представлениях по произведениям Мольера и Шекспира, играла в драме Герхарта Гауптмана «Перед восходом Солнца» и драме Мориса Метерлинка «Сестра Беатрис». Наставником был Род Риффлер, учитель танца и хореограф. За свой талант Леа удостоилась прозвища «хорватской Ширли Темпл», а французская кинокомпания Pathé даже сняла документальный фильм о Лее.
Леа также играла в комедиях: автором текстов для неё был Тито Строцци, а Йосип Дечи написал специально оперетту «Чудо-ребёнок» для Леи. Одной из коллег была немка Дарья Гаштайгер, которая незадолго до начала Второй мировой войны уехала из Югославии в Инсбрук. Последним выступлением Леи на сцене стала пьеса «Игра в шахматы» 15 марта 1941 года, где дети играли роли шахматных фигур, а Леа объясняла зрителям, что было на доске.

### Узница концлагерей
В 1941 году после оккупации Германией Югославии было образовано марионеточное Независимое государство Хорватия. Усташи ввели немедленно ряд законов, согласно которым евреям запрещалось занимать любые официальные должности, и тем самым Леа была изгнана из театра и исключена из школы. По воспоминаниям одноклассника Рели Башича, Леа сидела часто на скамье напротив театра и часами неподвижно смотрела на то здание, где когда-то была звездой и куда ей запрещалось заходить.
Чтобы избежать худшей участи, вся семья Дайчей приняла католическое крещение в июне 1941 года. Степан устроился работать в больнице Сестёр милосердия. 5 мая 1943 года Генрих Гиммлер на встрече с фактическим руководителем Хорватии Анте Павеличем приказал обеспечить «окончательное решение еврейского вопроса» на территории НГХ, и немецкие и хорватские военные начали арестовывать и казнить всех евреев Загреба, которых находили. Помощь Дайчам оказывали многие загребчане, в том числе актёры Тито Строцци, Вика Подгорская и Хинко Нучич, а также руководитель театра Душан Жанко (который при этом сам был усташом), однако семья не смогла покинуть Загреб и найти убежище. Сорвалась попытка как выехать в Карловац на встречу с югославскими партизанами, так и попытка выбраться тайно в Британскую Палестину. Некоторое время в доме, где жили Дайчи, этажом ниже проживал человек, носивший усташскую форму: со слов подруги Леи, Ники Гргич, он предлагал организовать фиктивный брак с Леей, чтобы сорвать её депортацию в лагеря, однако это тоже не состоялось — мать Леи не хотела выдавать замуж свою несовершеннолетнюю дочь.
В мае 1943 года Леа, её мать и брат были высланы нацистами в концлагерь Освенцим, из 75 узников 25 погибло по пути в лагерь от голода, обезвоживания и истощения. Леа скончалась от сердечного приступа, вызванного дифтерией, которой она переболела в детстве. Мать и брат были убиты в Освенциме, а отец спасся — изображая пациента, лечившегося у Вилко Панаца в больнице Сестёр Милосердия, он сумел избежать депортации и прожил до 1959 года, будучи погребённым на кладбище Мирогой.
Именем Леи была названа еврейская начальная школа в Загребе, закрытая 1 сентября 2006 года. В 2011 году история Леи Дайч и Дарьи Гаштайгер была экранизирована Бранко Ивандой в фильме «Леа и Дария» (роль Леи сыграла Клара Нака).